# Dehydratie (scheikunde)
Bij dehydratie of dehydratatie kan in de scheikunde betrekking hebben op verschillende chemische reacties. De reacties hebben met elkaar gemeen dat er water H2O aan een molecuul of stof wordt onttrokken.
Bij dehydratatie wordt van een molecuul een hydroxylgroep, een OH-groep van een molecuul en een waterstof-atoom van een ander molecuul, die direct naast elkaar liggen, afgesplitst onder vorming van water en een binding tussen de achterblijvende ionen. Afhankelijk van de uitgangsstoffen is de dehydratie een eliminatiereactie of een substitutiereactie.

## Vormen van dehydratatie
Zouten kunnen dehydrateren. Veel zouten kristalliseren uit verzadigde oplossingen zodanig dat in de vaste stof ook een of meer watermoleculen een vaste plaats in het kristal hebben. Een dergelijke stof wordt een hydraat genoemd. Een bekend voorbeeld daarvan is soda, natriumcarbonaat-decahydraat, dat tien moleculen water per molecuul natriumcarbonaat bevat. Door verwarmen kan het water uit het kristal worden verdreven en wordt soda gedehydrateerd. De eerste moleculen verlaten het kristal al bij 36 °C en de soda lost op in zijn eigen kristalwater. De laatste moleculen water hebben een veel hogere temperatuur nodig.
- Dehydrateren van organische verbindingen treedt vooral bij alkanolen op. Er ontstaat een alkeen.
- Er is ook sprake van dehydratatie als eiwitten worden gemaakt, al wordt in dat geval meestal van een condensatie gesproken. Het water wordt uit de aminozuren verdreven. Bij vertering van eiwitten in het maag-darmstelsel is precies het omgekeerde het geval. Er worden kleine hoeveelheden water aan het lichaam onttrokken om de eiwitten in aminozuren te ontbinden. Dit heet hydrolyse.

## Voorbeelden
In de organische chemie zijn veel voorbeelden van dehydratiereacties te vinden. Enkele voorbeelden.

### Eliminatiereacties
Bij een eliminatiereactie wordt een deel van het molecuul verwijderd.
- Conversie van alcoholen in alkenen:

{\displaystyle \mathrm {R{-}CH_{2}CHOH{-}R\ \longrightarrow \ R{-}CH{=}CH{-}R\ +\ H_{2}O} }
- Conversie van amiden in nitrilen:

{\displaystyle \mathrm {R{-}CONH_{2}\ \longrightarrow \ R{-}CN\ +\ H_{2}O} }

### Substitutiereacties
Bij een substitutiereactie wordt een atoom of atoomgroep vervangen door een ander atoom of een andere atoomgroep.
- Conversie van alcoholen in ethers:

{\displaystyle \mathrm {2\ R{-}OH\ \longrightarrow \ R{-}O{-}R\ +\ H_{2}O} }
- Conversie van carbonzuren in anhydriden:

{\displaystyle \mathrm {2\ RCOOH\ \longrightarrow \ (RCO)_{2}O\ +\ H_{2}O} }